# Rezolucja Rady Bezpieczeństwa ONZ nr 279
Rezolucja Rady Bezpieczeństwa ONZ nr 279 została przyjęta jednomyślnie 12 maja 1970 r.
Rada żądała w niej natychmiastowego wycofania wszystkich izraelskich sił zbrojnych z libańskiego terytorium.